# عبد الصمد شاهيري
عبد الصمد شاحيري Abdessamad Chahiri، من مواليد 17 مايو 1982 في المغرب ، لاعب كرة قدم مغربي.
و هو يلعب مع نادي الدفاع الجديدي.
و هو يلعب مع منتخب المغرب لكرة القدم، وشارك معه في كأس الأمم الأفريقية لكرة القدم 2008.

## روابط خارجية
- عبد الصمد شاهيري على موقع قاعدة بيانات كرة القدم.إي يو (الإنجليزية)
- عبد الصمد شاهيري على موقع ناشيونال فوتبول تيمز (الإنجليزية)